# شورای تحقیقات پزشکی (انگلستان)
شورای تحقیقات پزشکی (به انگلیسی: Medical Research Council یا MRC) یک آژانس دولتی است که در سال ۱۹۱۳ با هدف انجام تحقیقات پزشکی در بریتانیا تأسیس شد. این شورا یکی از هفت شورای تحقیقاتی انگلستان است و از لحاظ سیاسی وابستگی به سازمانی ندارد.